# Moi... Lolita
Moi... Lolita è il singolo di debutto della cantante corsa Alizée, pubblicato il 4 luglio 2000 come primo estratto dal primo album in studio Gourmandises. 
La canzone conferì alla cantante, all'epoca non ancora sedicenne, l'appellativo di lolita, ispirato all'omonimo romanzo di Vladimir Vladimirovič Nabokov e che indica una ragazza giovanissima di aspetto provocante che suscita desideri sessuali anche in uomini maturi.

## Descrizione
Scritto e prodotto da Mylène Farmer e Laurent Boutonnat, il singolo è stato pubblicato dapprima in Francia, nell'estate del 2000, dove ha raggiunto la seconda posizione, e successivamente in altri Paesi, tra cui l'Italia, nella primavera del 2002 per l'etichetta discografica Polydor, ottenendo grande successo: è stata per sei settimane consecutive alla prima posizione della classifica dei singoli più venduti in Italia, diventando uno dei tormentoni dell'estate 2002. Ha inoltre raggiunto la vetta della classifica anche in Spagna. Per le oltre 750 000 copie vendute ha vinto il disco di diamante e si è classificato al terzo posto dei singoli più venduti in Francia nell'anno 2000.
Con Moi... Lolita Alizée ha preso parte al Festivalbar 2002.
Moi... Lolita è il brano principale della colonna sonora del film Un'ottima annata - A Good Year.

## Video musicale
Il video è stato diretto da Laurent Boutonnat ed è stato trasmesso per la prima volta il 26 luglio 2000.
La trama ruota attorno a una ragazza, interpretata da Alizée, che vive in campagna con la madre e la sorella minore. Dopo un acceso conflitto familiare, la protagonista chiede del denaro a un ragazzo innamorato di lei e, insieme alla sorellina, decide di fuggire da casa. Le due si recano in discoteca per divertirsi e ballare, raggiunte in seguito dal ragazzo. Il video si conclude con il loro ritorno a casa, mentre il ragazzo le segue a distanza.

## Tracce
CD single (Francia)
1. Moi... Lolita (Single Version)
2. Moi... Lolita (The Piano Version)

UK CD maxi single
1. Moi... Lolita (Single Version) – 4:16
2. Moi... Lolita (Lola Extended Remix) – 6:30
3. Moi... Lolita (Illicit Full Vocal Mix) – 8:05
4. Moi... Lolita (CD Rom Video) – 4:50

## Classifiche

### Classifiche settimanali
| Classifica (2000-23) | Posizione massima |
| -------------------- | ----------------- |
| Austria              | 5                 |
| Belgio (Fiandre)     | 4                 |
| Belgio (Vallonia)    | 2                 |
| Danimarca            | 9                 |
| Europa               | 7                 |
| Francia              | 2                 |
| Germania             | 5                 |
| Irlanda              | 34                |
| Italia               | 1                 |
| Moldavia             | 5                 |
| Paesi Bassi          | 2                 |
| Polonia              | 3                 |
| Regno Unito          | 9                 |
| Spagna               | 1                 |
| Svezia               | 52                |
| Svizzera             | 11                |
| Ungheria             | 15                |

### Classifiche annuali
| Classifica (2000) | Posizione |
| ----------------- | --------- |
| Belgio (Vallonia) | 6         |
| Europa            | 20        |
| Francia           | 3         |
| Svizzera          | 28        |
| Classifica (2001) | Posizione |
| Austria           | 66        |
| Belgio (Fiandre)  | 16        |
| Belgio (Vallonia) | 96        |
| Europa            | 29        |
| Francia           | 52        |
| Germania          | 38        |
| Paesi Bassi       | 14        |
| Svizzera          | 82        |
| Classifica (2002) | Posizione |
| Austria           | 34        |
| Europa            | 76        |
| Germania          | 86        |
| Italia            | 6         |
| Regno Unito       | 161       |
| Spagna            | 10        |
| Classifica (2023) | Posizione |
| Moldavia          | 109       |

### Classifiche di fine decennio
| Classifica (2000-09) | Posizione |
| -------------------- | --------- |
| Paesi Bassi          | 67        |